# 643
El 643 (DCXLIII) fou un any comú començat en dimecres del calendari julià.

## Esdeveniments
- Toledo: publicació de la Llei de Khindasvint contra la traïció.[1]
- Els àrabs conquereixen Tripolitània i n'estableixen la capital a Trípoli.[2]